# American Psycho (película)
American Psycho (titulada Psicópata americano en Hispanoamérica) es una película estadounidense de 2000 de terror con tintes de humor negro coescrita y dirigida por Mary Harron, basada en la novela homónima de Bret Easton Ellis. Está protagonizada por Christian Bale, Willem Dafoe, Jared Leto, Josh Lucas, Chloë Sevigny, Samantha Mathis, Cara Seymour, Justin Theroux y Reese Witherspoon.
El productor Edward R. Pressman compró los derechos cinematográficos de la novela en 1992. Después de que fracasaron las conversaciones con David Cronenberg, Harron fue contratada para dirigir y eligió a Bale para el papel principal. Lionsgate adquirió la distribución mundial en 1997 y sustituyó temporalmente a Harron y Bale con Oliver Stone como director y Leonardo DiCaprio interpretando a Patrick Bateman. DiCaprio se fue a favor de The Beach y Harron y Bale regresaron. American Psycho debutó en el Festival de Cine de Sundance el 21 de enero de 2000, y fue estrenada en cines el 19 de abril de 2000. La película fue un éxito financiero y recibió críticas generalmente positivas: el guion y la actuación de Bale fueron elogiados, mientras que la crítica se centró en sus imágenes perturbadoras y violentas.

## Sinopsis
Patrick Bateman (Christian Bale) es un ejemplo claro del yuppie neoyorquino y su vida no parece excitarlo demasiado hasta que descubre su gusto por la sangre. Entonces, todo cambia: Patrick se convierte en un asesino en serie y nadie sospecha de él debido a su estatus social.

## Trama
La película comienza en un restaurante de alta cocina con ricos hombres de negocios de Wall Street, Patrick Bateman (Christian Bale), Timothy Bryce (Justin Theroux), David Van Patten (Bill Sage), y Craig McDermott (Josh Lucas). Discuten la envidia de un socio de éxito llamado Paul Allen (Jared Leto) antes de pedir una costosa comida. Más tarde,  esa misma noche, los cuatro van a un club, donde Patrick revela su naturaleza psicopática a una camarera cuando esta se niega a aceptar su billete de bebidas.
La película corta al apartamento de Bateman, en el que describe, en detalle, su rutina diaria por la mañana, que incluye el ejercicio, una alimentación sana y un extenso ritual de limpieza corporal. La siguiente escena es la de una comida en un restaurante con su novia Evelyn Williams (Reese Witherspoon), su amante Courtney Rawlinson (Samantha Mathis) y el novio de esta Luis Carruthers (Matt Ross) y Bryce, un compañero de trabajo del que Patrick revela a su vez que está teniendo un romance con su novia Evelyn. Patrick más tarde lleva a Courtney drogada a cenar a un lugar llamado Barcadia, a pesar de que la convence de que es Dorsia, un restaurante más exclusivo en el que fue incapaz de conseguir una reserva. A la mañana siguiente, Patrick y sus compañeros presumen de sus tarjetas de presentación en un alarde de vanidad absoluta y, a pesar de los intentos de Bateman, todos quedan cautivados por la tarjeta de Paul Allen. Después de esto, asesina a un hombre sin hogar (Reg E. Cathey) y a su perro en un callejón.
En una fiesta de Navidad, Patrick hace planes para cenar con Paul, quien había confundido a Patrick con un socio similar llamado Marcus. En la cena, sin saberlo, Paul enoja aún más a Bateman por criticar el restaurante, que Patrick eligió para no ser vistos juntos, y se jactaba de que él podría haberlos metido en Dorsia. Bateman consigue emborrachar a Paul y lo lleva de regreso a su apartamento. Mientras suena "Hip to Be Square" de Huey Lewis and the News, Patrick ataca a Paul y lo asesina con un hacha. Por la mañana, después de que Patrick haya adquirido el apartamento de Paul, e hiciera que otros creyeran que Paul se encuentra en Londres, se topa con Donald Kimball (Willem Dafoe), un detective en busca de la verdad sobre la misteriosa desaparición de Paul.
Bateman invita a cenar a su secretaria, Jean (Chloë Sevigny). Bateman, sin que ella lo sepa, sostiene una pistola de clavos en la parte posterior de la cabeza mientras los dos conversan. Cuando recibe un mensaje de contestador automático de su prometida, le pide a Jean que se vaya. Kimball se encuentra con Bateman para almorzar y le dice que no está bajo sospecha.
Una noche, Bateman mata a varias personas y se produce una persecución policial. Huyendo a su oficina, Bateman entra en el edificio de oficinas equivocado, donde asesina a un guardia de seguridad y un conserje. Estando ya en una de las oficinas, Bateman llama a su abogado, Harold, y deja frenéticamente una larga confesión en su contestador automático.
A la mañana siguiente, Bateman visita el apartamento de Paul, esperando que esté lleno de cuerpos en descomposición pero está vacío. Mientras Bateman va a almorzar con sus colegas y su abogado, Jean, horrorizada, encuentra dibujos detallados de asesinatos, mutilaciones y violaciones en el diario de la oficina de Bateman.
Bateman ve a Harold (Stephen Bogaert) en un restaurante y le comenta el mensaje telefónico que dejó la otra noche. Harold confunde a Bateman con otro colega y se ríe de la confesión telefónica tomándola por una broma, aclarándole que lo confesado en el mensaje es imposible ya que él había cenado con Paul en Londres días antes. Un confuso Bateman regresa con sus amigos y, en una narración final, se da cuenta de que continuará escapando del castigo que merece, que no ha habido catarsis: "Esta confesión no ha significado nada".

## Elenco
- Christian Bale como Patrick Bateman
- Reese Witherspoon como Evelyn Williams
- Chloë Sevigny como Jean
- Justin Theroux como Timothy Bryce
- Josh Lucas como Craig McDermott
- Bill Sage como David Van Patten
- Matt Ross como Luis Carruthers
- Jared Leto como Paul Allen
- Samantha Mathis como Courtney Rawlinson
- Willem Dafoe como el Detective Donald Kimball
- Cara Seymour como Christie
- Guinevere Turner como Elizabeth
- Krista Sutton como Sabrina
- Reg E. Cathey como Al
- Catherine Black como Vanden
- Anthony Lemke como Marcus Halberstram
- Stephen Bogaert como Harold Carnes

## Producción

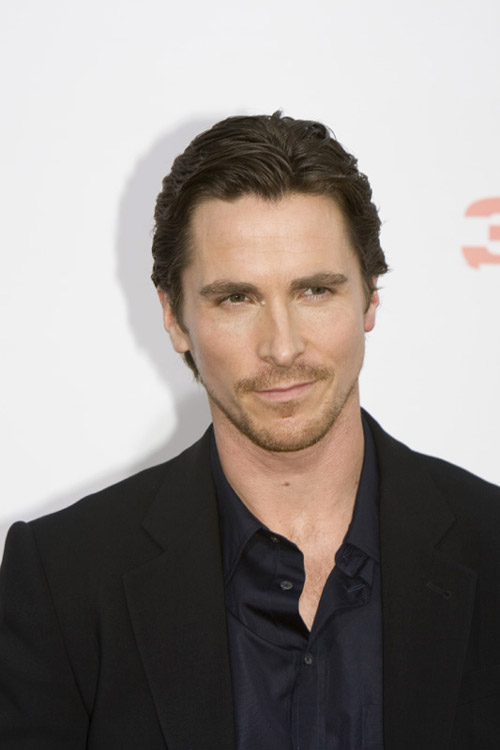
Christian Bale interpretó al personaje de Patrick Bateman.

El productor Edward R. Pressman compró los derechos de adaptación cinematográfica de la novela de Bret Easton Ellis American Psycho en 1992, con Johnny Depp expresando un interés en el papel principal. Después de que fracasaron las conversaciones con Stuart Gordon para dirigir, David Cronenberg se unió y trajo a Ellis para adaptar la novela a un guion. El proceso fue difícil para Ellis, debido a las limitaciones de la escena de Cronenberg y no querer usar ningún restaurante de Ellis o material de discoteca de la novela. El guion finalizó con una elaborada secuencia musical de la canción de Barry Manilow «Daybreak» en la cima del World Trade Center. «Me alegra que no haya sido filmada, pero ese tipo demuestra dónde estaba cuando estaba escribiendo el guion», Ellis reflexionó. «Estaba aburrido con el material». Cronenberg todavía estaba en la lista como director adjunto en marzo de 1994, pero con un nuevo guion de Norman Snider.
Pressman apareció en el Festival de Cine de Cannes en 1996 para preventa de los derechos de distribución, pero fue en vano. Mary Harron reemplazó a Cronenberg como director mientras escribía un nuevo guion con Guinevere Turner. Harron escogió Christian Bale en un acuerdo de buena fe, y se unieron  Willem Dafoe y Jared Leto en papeles secundarios. El desarrollo estaba buscando avanzar después de seis años de rechazo por los estudios de Hollywood cuando el distribuidor canadiense independiente Lionsgate Films adquirió su distribución mundial en abril de 1997. Después de haber esperado durante un año, Bale y Harron tenían el objetivo de comenzar a filmar en agosto de 1998 con un presupuesto de $6–10 millones, pero Lionsgate prefería a Edward Norton y Leonardo DiCaprio por el papel principal, argumentando que Bale no era lo suficientemente famoso. Lionsgate aún tenía la esperanza de finalizar un trato con Harron, mientras que el trato de Bale sin un contrato de pago o interpretación fue dejada a un lado. Harron se negó a reunirse con DiCaprio, disgustado porque eligió a Bale y creía que la presencia de DiCaprio en la pantalla habría sido demasiado infantil para Patrick Bateman. Ella también creía que la reputación del actor como un ídolo adolescente después de Romeo + Julieta y Titanic distraería la producción y el tono de American Psycho.
Lionsgate estaba planeando aumentar el presupuesto de producción a 40 millones de dólares con la esperanza de poder pagar a DiCaprio, que pedía 21 millones. En el Festival de Cine de Cannes de 1997, se emitió un comunicado de prensa en el que DiCaprio había aceptado la oferta, pero fue rápidamente desmentido por el gerente de DiCaprio, Rick Yorn, quien afirmó que el actor simplemente había expresado interés en participar. Yorn también quiso dejar claro que DiCaprio no tenía conocimiento de la historia del desarrollo bajo Harron y Bale. DiCaprio redactó una lista de directores de reemplazo, incluidos Oliver Stone, Danny Boyle y Martin Scorsese. Trabajando a partir de un nuevo guion escrito por Matthew Markwalder, Stone se unió a la producción, de quien Harron dijo que «probablemente era la peor persona para hacerlo». El director quería eliminar la sátira del guion de Harron, enfatizando los rasgos de carácter psicológico de Patrick Bateman. Sin embargo, Stone no pudo ponerse de acuerdo sobre la dirección de la película con DiCaprio, quien decidió protagonizar The Beach en su lugar.
Bale se mantuvo comprometido, rechazando otros papeles de películas y audiciones durante nueve meses, confiando en que DiCaprio se iría. Lionsgate hizo una oferta a Ewan McGregor, quien la rechazó después de que Bale lo instó personalmente a que lo hiciera. Harron y Bale finalmente regresaron bajo el acuerdo de que el presupuesto no excedería los 10 millones de dólares. Bale pasó varios meses entrenando solo, y luego tres horas al día con un entrenador durante la preproducción, para lograr el físico adecuado para el narcisismo de Bateman. El actor luchó con el papel hasta que notó a Tom Cruise en una entrevista en Late Night with David Letterman, siendo golpeado por la energía de Cruise y «la amistad intensa sin nada detrás de los ojos». Bale también usó la actuación de Nicolas Cage en Vampire's Kiss como inspiración para este papel. La filmación comenzó en marzo de 1999 en Toronto, Canadá.
En la película la canción Hip to Be Square de Huey Lewis and the News aparece cuándo Patrick Bateman (Christian Bale) asesina a Paul Allen (Jared Leto).

### Música
La banda sonora de American Psycho incluye licencias de música pop de los años 80 de diversos artistas, como David Bowie, Phil Collins, The Cure, Mediæval Bæbes, New Order y Eric B. & Rakim. Debido a la naturaleza controvertida de la película, la obtención de los derechos resultó difícil. Aunque la producción pudo obtener los derechos de todas las canciones necesarias,Whitney Houston se negó a permitir el uso de su interpretación de "The Greatest Love of All", por lo que hubo que utilizar en su lugar un arreglo orquestal. La canción de Huey Lewis and the News "Hip to Be Square" aparece en la película y estaba prevista en el álbum de la banda sonora, pero fue retirada, lo que obligó a Koch Records a retirar aproximadamente 100.000 copias. El presidente de Koch Records, Bob Frank, dijo que la retirada se debió a que Huey Lewis se opuso a la violencia de la película, pero en 2013, Lewis dijo que la historia de Frank era "completamente inventada". El representante de Lewis, Bob Brown, dijo que "Hip to Be Square" se incluyó en el álbum sin su permiso, lo que especuló que era un truco publicitario.
La banda sonora original fue compuesta por el músico galés y cofundador de Velvet Underground John Cale, que también compuso "I Shot Andy Warhol", junto a M.J. Mynarski. Cale se unió a la banda sonora porque, al igual que en I Shot Andy Warhol, el guion de Harron le pareció inteligente. Compuso en su estudio utilizando un sampler y envió el archivo musical a alguien que lo convirtió en una composición y contrató a músicos para grabarla. Harron describió el trabajo de Cale como "un sonido conmovedor, incluso melancólico, que complementa el brillo pop de la banda sonora". Cale no intervino en la selección de la música autorizada ni en la mezcla de sonido, aunque para una escena que Harron quería que fuera inquietante, sugirió utilizar ruidos de animales, como las cintas de conejos gritando que la Oficina Federal de Investigación utilizó contra los Branch Davidians durante el asedio de Waco. El álbum de la banda sonora salió a la venta el 4 de abril de 2000.

## Recepción
American Psycho se estrenó en el Festival de Cine de Sundance, donde polarizó al público y a la crítica; algunos elogiaron la película por su guion y la interpretación de Christian Bale, mientras que otros la criticaron por su carácter violento. Tras su estreno en cines, la película recibió críticas positivas en publicaciones cruciales, como The New York Times, que la calificó de "clásico de la comedia de terror" En Rotten Tomatoes, la película cuenta con un índice de aprobación del 68% basado en 152 críticas, con una puntuación media de 6,3/10. El consenso crítico del sitio web es el siguiente: "Si bien no llega a la sátira mortal de la novela de Bret Easton Ellis, American Psycho encuentra su propia mezcla de terror y humor, gracias en parte a la escalofriante interpretación de Christian Bale"Metacritic, que utiliza una media ponderada, asignó a la película una puntuación de 64 sobre 100, basada en 35 críticas, lo que indica "críticas generalmente favorables". El público encuestado por CinemaScore dio a la película una nota media de "D" en una escala de A+ a F.
Roger Ebert concedió a la película tres de cuatro estrellas y consideró a Christian Bale "heroico en la forma en que permite que el personaje salte alegremente a la despreciabilidad; no hay instinto de autoconservación aquí, y esa es una marca de un buen actor". En su crítica para Los Angeles Times, Kenneth Turan escribió: "La difícil verdad es que cuanto más se asemejen los espectadores al protagonista Bateman, cuanto más puedan distanciarse de la realidad humana de la violencia que llena la pantalla y tomárselo todo como una especie de broma, más probabilidades habrá de que disfruten de esta obra muerta y sin sentido". David Ansen, de la revista Newsweek, escribió: "Pero tras una hora de diseccionar la cultura materialista, narcisista y codiciosa de los 80, la película empieza a repetirse. Se vuelve más espeluznante y surrealista, pero no más interesante". En su crítica para The Village Voice, J. Hoberman escribió: "En todo caso, Bale se conoce demasiado. Trabaja con entusiasmo dentro de las limitaciones de las comillas que Harron pone en torno a su interpretación".
Peter Travers, de Rolling Stone, escribió: "Cada vez que Harron escarba bajo la brillante superficie en busca de sentimientos que no han sido desensibilizados, la terrorífica e hilarante American Psycho todavía puede tocar un nervio en carne viva".  En una crítica algo positiva para la revista Slate, David Edelstein señaló que la brutalidad y el contenido sexual se habían atenuado en comparación con la novela y escribió que en el momento en que Bateman perdona la vida a su secretaria es cuando "esta película unidimensional florece como una flor". Owen Gleiberman calificó la película con un sobresaliente, escribiendo para Entertainment Weekly: "Al tratar el libro como materia prima para un ejercicio exuberantemente perverso de nostalgia ochentera, Harron recrea los años go-go como una plantilla para la cultura de consumo/moda/imagen de lavado de cerebro casual que surgió de ellos. Ha hecho una película que es realmente una parábola de la actualidad" Richard Corliss, de la revista Time, escribió que "Harron y la coguionista Guinevere Turner entienden el libro, y quieren que su película se entienda como una comedia costumbrista de época" A.O. Scott (también de The New York Times) también elogió la película.
Bloody Disgusting situó la película en el puesto 19 de su lista de las "20 mejores películas de terror de la década", y el artículo elogiaba "el inquietante y oscuramente hilarante papel de Christian Bale como el asesino en serie y hombre de negocios de Manhattan Patrick Bateman, un papel que, en retrospectiva, no podría haber interpretado ningún otro actor. ... En sus mejores momentos, la película refleja nuestro propio narcisismo, y la superficial cultura estadounidense de la que surgió, con una eficacia punzante. Gran parte del mérito se debe a la directora Mary Harron, cuyas extravagantes tendencias son un buen complemento para el estilo único de Ellis".
El autor original, Ellis, dijo que "American Psycho era un libro que no creía que necesitara convertirse en película", ya que "el medio cinematográfico exige respuestas", lo que haría que el libro fuera "infinitamente menos interesante". También dijo que, mientras que el libro intentaba añadir ambigüedad a los acontecimientos y a la fiabilidad de Bateman como narrador, la película parecía hacerlos completamente literales antes de confundir la cuestión al final. En una aparición en 2014 en el podcast WTF with Marc Maron, Ellis indicó que sus sentimientos hacia la película eran más contradictorios que negativos; reiteró su opinión de que su concepción de Bateman como un narrador poco fiable no hizo una transición totalmente exitosa de la página a la pantalla, añadiendo que la narración de Bateman era tan poco fiable que incluso él, como autor del libro, no sabía si Bateman estaba describiendo honestamente los acontecimientos que realmente sucedieron o si estaba mintiendo o incluso alucinando. Ellis apreció que la película aclarara el humor para el público que confundió la violencia de la novela con una misoginia descarada, en lugar de la sátira deliberadamente exagerada que él pretendía, y le gustó que diera a su novela "una segunda vida" al presentarla a nuevos lectores.